# 阿爾金灣

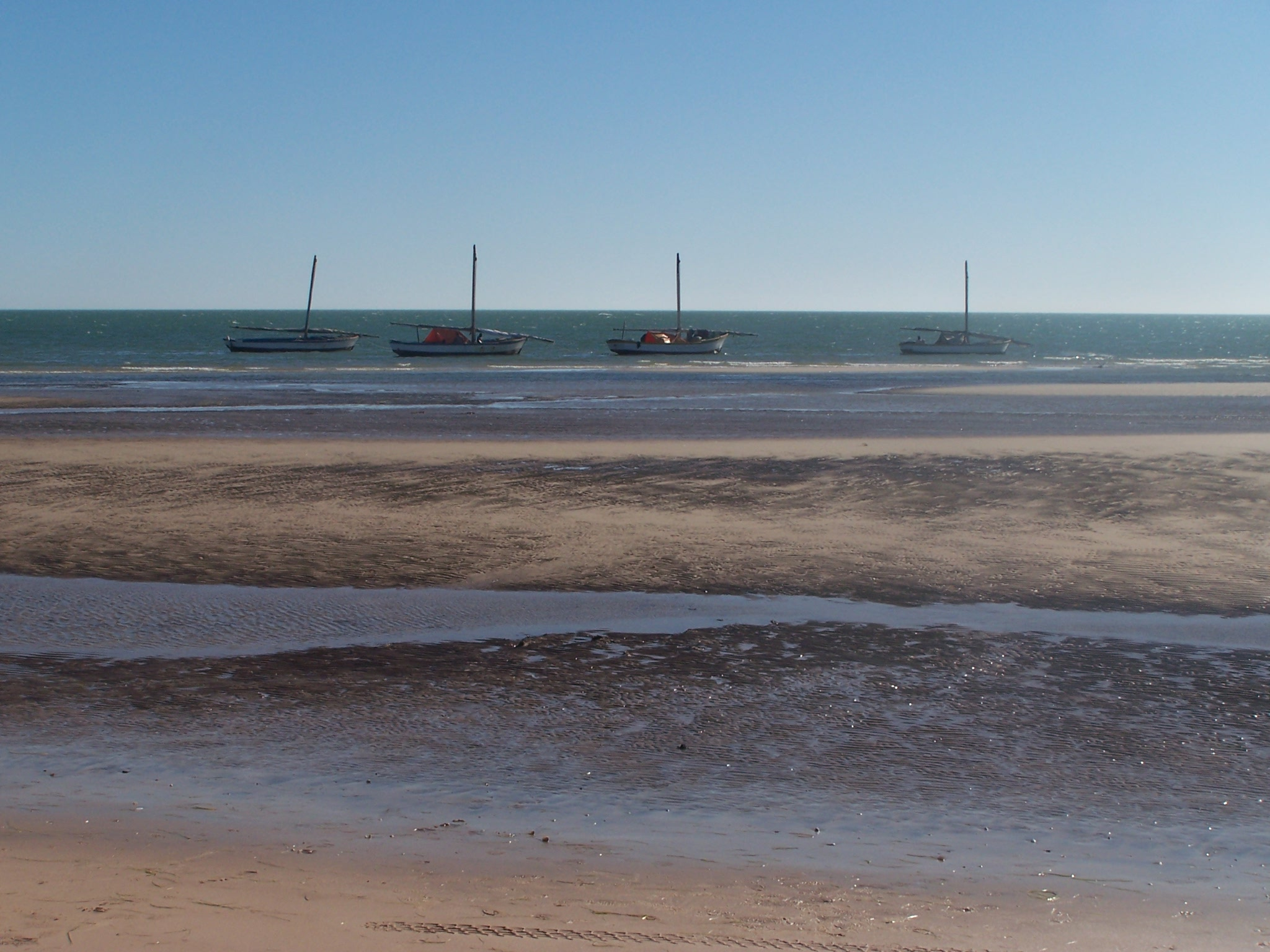
阿爾金灣一隅

阿爾金灣（英語：Bay of Arguin）是一個位於西非國家茅利塔尼亞大西洋沿岸的海灣。該灣位於拉斯努瓦迪布半島的南部、阿爾金島與提德拉島之間。該灣大部分的面積隸屬於阿爾金岩石礁國家公園。

## 外部連結
- 歐洲太空總署衛星圖 （页面存档备份，存于）